# Фрийстоун (окръг, Тексас)
Окръг Фрийстоун (на английски: Freestone County) е окръг в щата Тексас, Съединени американски щати. Площта му е 2310 km², а населението - 17 867 души (2000). Административен център е град Феърфийлд.